# Namibia quadriloba
Namibia quadriloba är en insektsart som beskrevs av Abraham Munting 1969. Namibia quadriloba ingår i släktet Namibia och familjen pansarsköldlöss. Inga underarter finns listade i Catalogue of Life.